# Тряпино (Башкортостан)
Тряпино (баш. Терәпә) — село в Аургазинском районе Республики Башкортостан России, центр Тряпинского сельсовета. Основано в 1773 г. чувашами-крещенами из Казанской губернии.

## Население
| 2002 | 2009 | 2010 |
| ---- | ---- | ---- |
| 488  | ↘451 | ↗452 |

## Географическое положение
Расположено в центре республики на правом берегу реки Кузелги. Расстояние до:
- районного центра (Толбазы): 23 км,
- ближайшей железнодорожной станции (Белое Озеро): 15 км.

К селу примыкают деревни Заитово и Новогуровка. В селе имеется крупный пруд на реке.